# Rhytismatales
Rhytismatales es un orden de hongos en la clase Leotiomycetes en el filo Ascomycota.

## Génerosincertae sedis
Los siguientes géneros en Rhytismatales no han sido ubicados con certeza en una familia (incertae sedis). Aquellos géneros marcados con un signo de pregunta antes del nombre, su ubicación en este orden es tentativa.
?Apiodiscus —
?Bonanseja —
Brunaudia —
Cavaraella —
?Didymascus —
Gelineostroma —
?Haplophyse —
Heufleria —
Hypodermellina —
?Irydyonia —
?Karstenia —
?Laquearia —
Lasiostictella —
?Melittosporiella —
Mellitiosporium —
Metadothis —
Neophacidium —
Ocotomyces —
Phaeophacidium —
Propolidium —
?Pseudotrochila —
?Tridens